# Federació Mundial de les Societats de la Rosa
La Federació Mundial de les Societats de la Rosa (World Federation of Rose Societies) és una organització internacional privada, que inclou les societats nacionals de la rosa i l'objectiu de la qual és desenvolupar el coneixement sobre la rosa mitjançant l'organització de conferències internacionals i jugant el paper de centre d'informació global.
Va ser fundada en el Londres en 1968. Els membres fundadors van ser les societats nacionals de la rosa de huit països: Sud-àfrica, Austràlia, Bèlgica, Estats Units, Israel, Nova Zelanda, Romania i Regne Unit. Actualment 40 països estan afiliats, entre ells Espanya. Publica una revista bianual en anglés World Rose News. L'associació premia amb distincions a les noves varietats de roses, inclosa la de rosa favorita del món.

## Societats nacionals afiliades[3]
- Sud-àfrica: Federation of Rose Societies of South Africa
- Alemanya: Gesellschaft Deutscher Rosenfreunde
- Argentina: Asociación Argentina de Rosicultura
- Austràlia: National Rose Society of Australia
- Àustria: Osterreichische Rosenfreunde Garten-Gesellschaft
- Bangladesh: National Rose Society of Bangladesh
- Bèlgica: Société royale nationale 'Les Amis de la rose'
- Bermuda: Bermuda Rose Society
- Canadà: Société canadienne des roses
- Xile: Asociación Chilena de la Rosa
- Xina: China Rose Society
- Dinamarca: Det Danske Rosenselskab
- Finlàndia: Suomen Ruususeura
- Espanya: Associació Espanyola de la Rosa
- Estats Units: American Rose Society
- França: Société française des roses
- Grècia: The Hellenic Rose Society
- Índia: Indian Rose Federation
- Irlanda del Nord: Rose Society of Northern Ireland
- Israel: The Jerusalem Foundation
- Itàlia: Associazione Italiana della Rosa
- Japó: Japan Rose Society
- Luxemburg: Letzeburger Rousefrënn
- Nova Zelanda: New Zealand Rose Society Inc.
- Noruega: Norsk Roseforening
- Pakistan: Pakistan National Rose Society
- Països Baixos: De Nederlandse Rozenvereniging
- Polònia: Polski Towarzystwo Milosników Róaz
- República Txeca: Czech Rosa Club
- Romania: Asociatia Amicii Rozelor din Romania
- Regne Unit: Royal National Rose Society
- Rússia: Russian Association of Rosarians
- Eslovàquia: Rosa Klub Zvolen - Slovakia
- Eslovènia: Drustvo Ljubiteljev Vrtnic Slovenije
- Suècia: Svenska Rosensällskapet
- Suïssa: Société suisse des roses
- Uruguai: Asociación Uruguaya de la Rosa
- Zimbàbue: Rose Society of Zimbabwe